# Радошов (Киселка)
Радошов (ні. Rodisfort, Radošov) — село, частина муніципалітету Киселка в окрузі Карлових Вар. Розташоване за 1,5 км на північ від Киселки. Тут проходить дорога II/222. Зареєстровано 199 адрес. 2011 року тут проживало 666 жителів.
Радошов належить до кадастрових районів Радошов у Киселці з площею 3,82 км² та Киселка у Градіште площею 0,1 км².

## Історія
Перша письмова згадка про село датована 1226 роком.

## Природні умови
Через село протікає річка Огрже, де розташована переправа Радошов.

## Пам'ятки
- На пагорбі Коштал, що відділяє Радошов від Велихова, збереглися залишки Замку Радошов (також Stengelberg) з раннього бронзового віку.[11]
- Церква Святого Вацлава після реконструкції пізнього бароко близько 1768 р.[12]
- Радошовський міст
- Хрест